# Calvin Coffey
Calvin Coffey, född den 27 januari 1951 i Norwich, Connecticut, är en amerikansk roddare.
Han tog OS-silver i tvåa utan styrman i samband med de olympiska roddtävlingarna 1976 i Montréal.